# Élodie Touffet
Élodie Touffet (17 de febrer de 1980) va ser una ciclista francesa, professional del 2005 al 2009.

## Palmarès
- 2000
  - Vencedora d'una etapa al Tour del Charente Marítim
- 2003
  - 1a al Berry Classic Cher
- 2004
  - 1a al Cholet-Pays de Loire Dames
- 2005
  - Vencedora d'una etapa al Trofeu d'Or